# Shed (divinité)
Pour les articles homonymes, voir Horus (homonymie), Horus et Shed (homonymie).

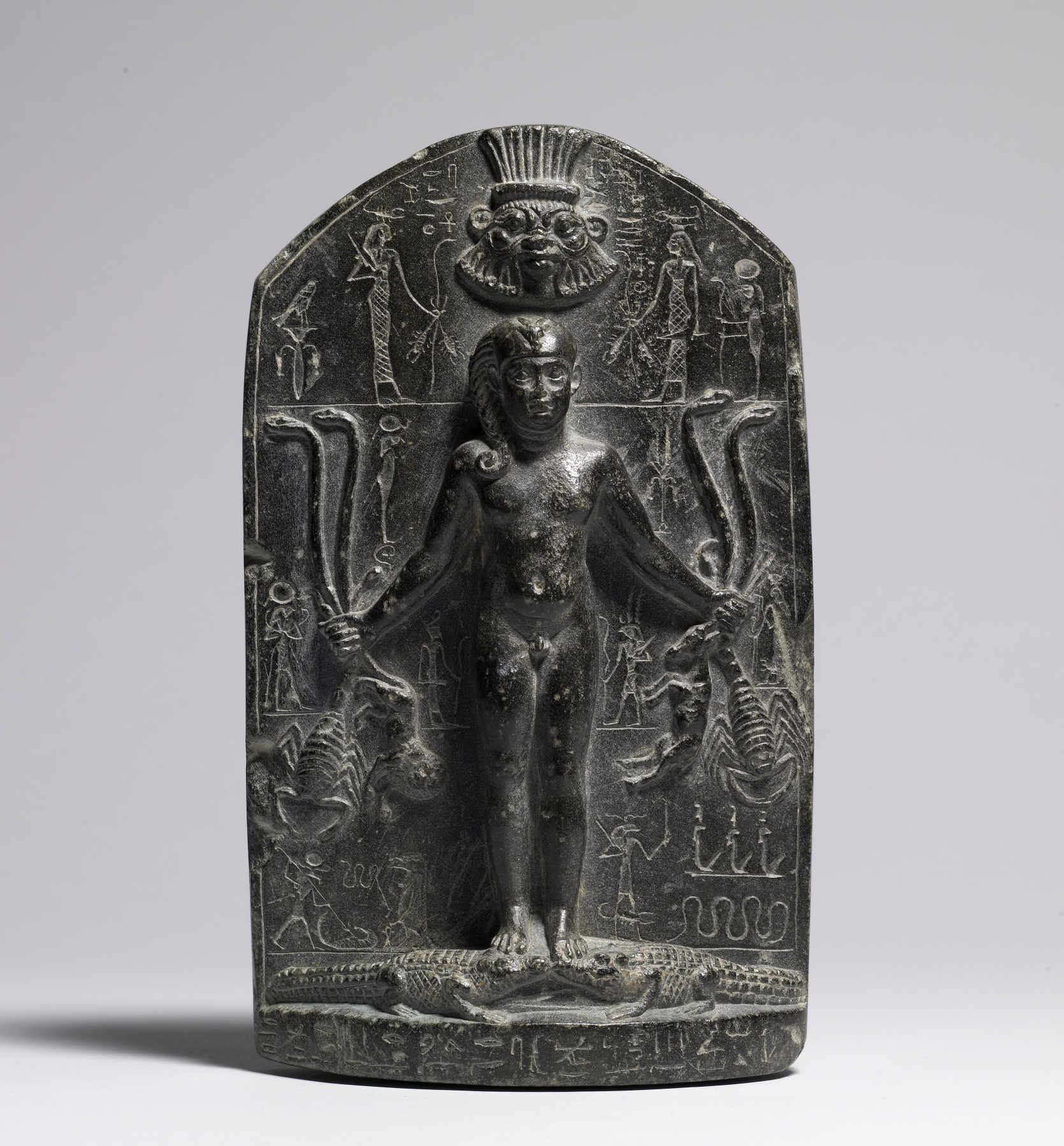
Horus l'Enfant (380-350 av. J.-C.).

Dans la mythologie égyptienne, Shed ou Ched (Le sauveur) est un dieu enfant (représenté avec la tresse caractéristique de l'enfance en Égypte) du Nouvel Empire. Guérisseur qui protège des animaux venimeux. Ses attributs, proches de ceux d'Horus l'Enfant, finissent par l'assimiler à celui-ci et il devient Horus-Shed. 
Son culte connut un vif succès dans le village ouvrier de Deir el-Médineh. Les habitants l'invoquaient principalement pour se protéger des scorpions ou des serpents.